# Operation Sepals

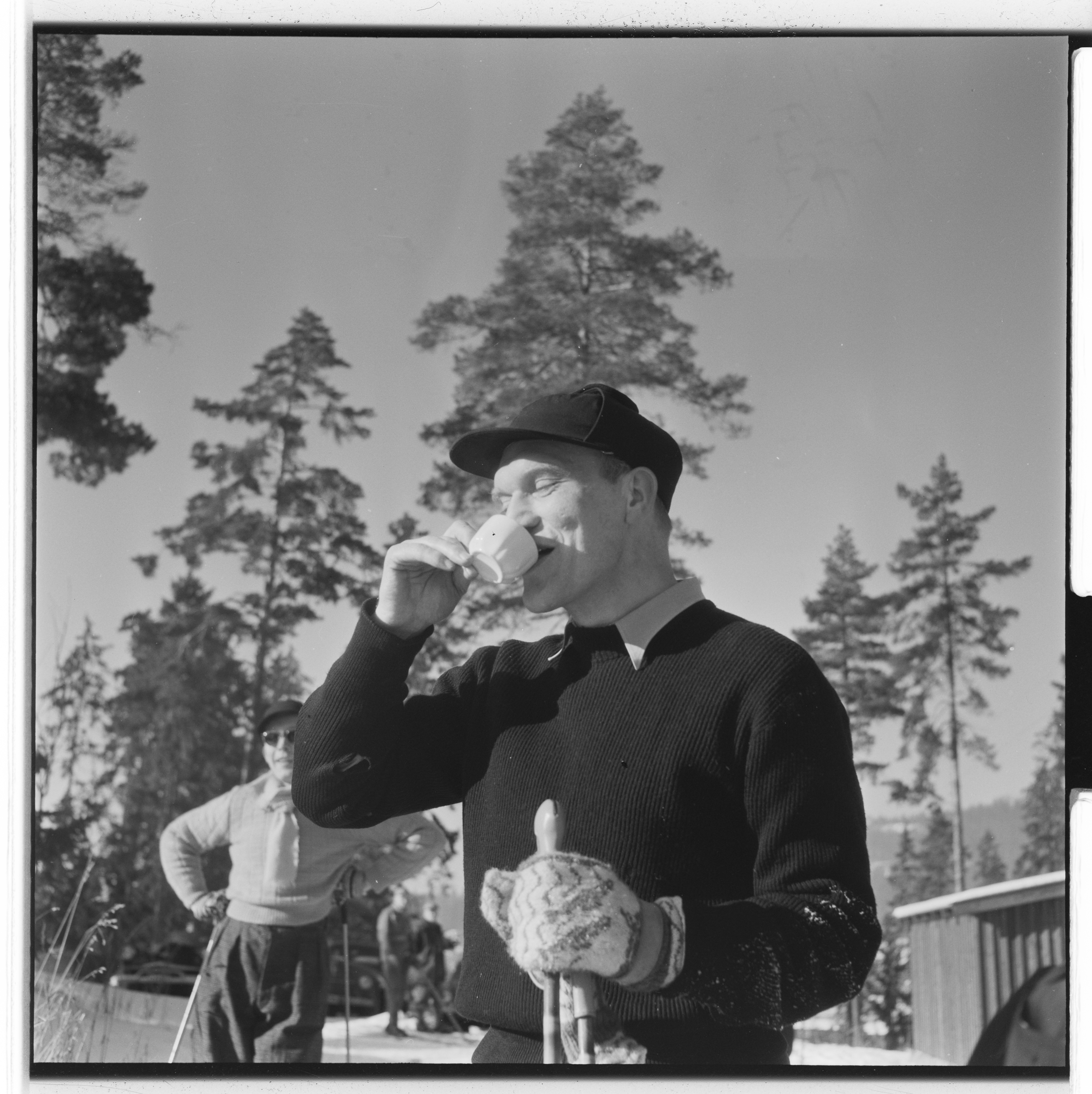
Håkon Kyllingmark

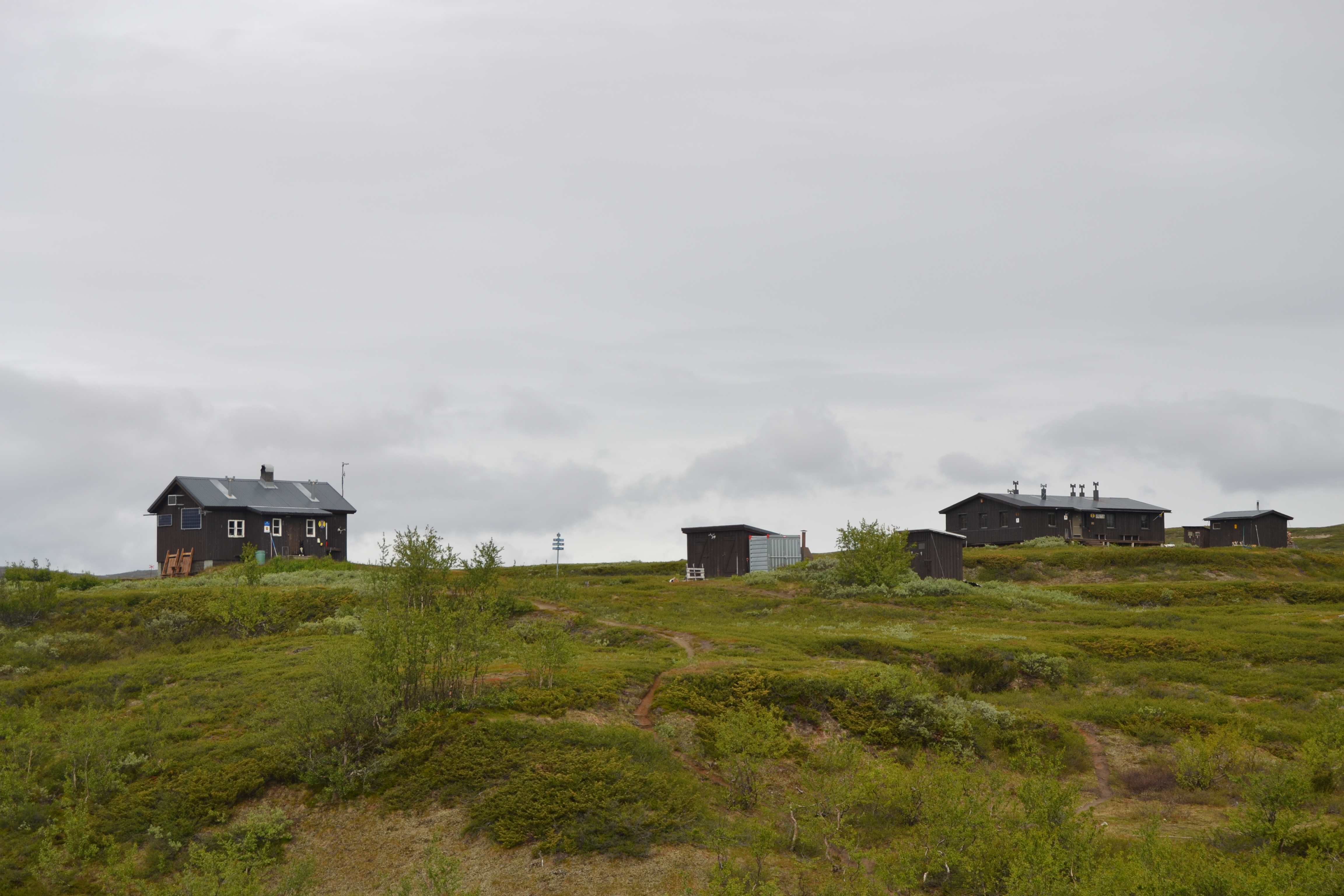
Basen ”Mons” låg i Pältsastugan. Fotor är från 2019.

Operation Sepals var en hemlig allierad underrättelseverksamhet under senare delen av andra världskriget, med baser i Sverige och Norge. Från hösten 1944 inrättades nio baser utefter gränsen mellan Sverige och Norge, varav fyra på den svenska sidan, vilka var aktiva till krigsslutet i maj 1945. 
Syftet var att stärka den norska motståndsrörelsen och hjälpa den att i krigets slutskede återta delar av Norge samt att motarbeta sovjetiskt inflytande i ett befriat Nordnorge utan norsk militär. I underrättelsearbetet samarbetade svenska krigsmaktens C-byrå med norska XU och brittiska Secret Intelligence Service (SIS).
I mars–april 1944, tillsammans med Fahle Isberg (1909-1977) på den svenska C-byrån, rekognoscerade och bestämde Håkon Kyllingmark platsen för de första baserna i de svenska fjällen för Operation Sepals.

## Baserna
Baserna var i två fall inrättade i Svenska Turistföreningens fjällstugor och bemannades av uppemot tio norska jägarsoldater per bas, som var tränade av brittiska Special Operations Executive (SOE) inom Kompani Linge och i polistruppsläger Forleggning nr 4 Älgberget norr om Dala-Järna. För utrustningen svarade amerikanska Office of Strategic Services (OSS), föregångaren till Central Intelligence Agency (CIA), med vapen sända till Sverige med diplomatpost och transporterade sista biten av I 19:s jägarbataljon (I19 K) eller med samer som Per och Lasse Sarri och deras kusin Esajas Niia i Nikkaluokta. Bland andra Stig Synnergren och Gösta Wetterhall på Norrbottens regementes jägarbataljon i Kiruna var inblandade i sambandet med norrmännen. Chefen för C-byrån Norr, kaptenen Fahle Isberg, svarade för underrättelsesamband och de yngre bröderna Birger Isberg och Gunnar Isberg var kurirer.
- Sepal I, Mons, var den nordligaste - och först inrättade - basen, vilken låg i Svenska Turistföreningens Pältsastugan i vid övre ändan av Kummajokis vida dalgång, omkring tolv kilometer från Treriksröset.
- Sepal II, Anna, inrättades i STF:s Unna Allakasstuga i Abiskofjällen
- Sepal III, Truls, var den sist inrättade basen och låg i Statens vilstuga vid nuvarande Silvervägen omkring fyra kilometer från gränsen till Norge.
- Sepal Gorgon, också högkvarter, även kallad Marit eller Lotte, uppfördes - hösten 1944 eller tidigt 1945 - i jungfruelig terräng i närheten av Leinavatns östra ände - vilken sticker in något på svenskt territorium - och Vuoskajaure, några kilometer in i Sverige. Den från Operation Sepals fristående norska hemliga kommunikationscentralen Kari låg omkring 15 kilometer västerut.

På norsk sida var kaptenen Håkon Kyllingmark initiativtagare till och chef för nätverket från bas Sepal IV och på amerikansk sida arbetade Karl Gustav Tillström inom gruppen Westfield Mission på Office of Strategic Services (OSS) i Stockholm med projektet. En av basernas uppgifter var att sända väderrapporter.